# Mohamed El-Asri
Mohamed El-Asri –en árabe, محمد العسري– (nacido el 28 de agosto de 1975) es un deportista marroquí que compitió en judo. Ganó seis medallas en el Campeonato Africano de Judo entre los años 2004 y 2011.

## Palmarés internacional
| Campeonato Africano | Campeonato Africano          | Campeonato Africano | Campeonato Africano |
| Año                 | Lugar                        | Medalla             | Categoría           |
| ------------------- | ---------------------------- | ------------------- | ------------------- |
| 2004                | Túnez (Túnez)                | Medalla de bronce   | –90 kg              |
| 2005                | Puerto Elizabeth (Sudáfrica) | Medalla de bronce   | –90 kg              |
| 2006                | Puerto Louis (Mauricio)      | Medalla de oro      | Abierta             |
| 2006                | Puerto Louis (Mauricio)      | Medalla de plata    | –90 kg              |
| 2008                | Agadir (Marruecos)           | Medalla de bronce   | –90 kg              |
| 2011                | Dakar (Senegal)              | Medalla de bronce   | –90 kg              |